# Геза Ланг
Геза Ланг (угор. Láng Géza; 8 березня 1916, Бекешчаба, Угорщина — 18 лютого 1980, Будапешт, Угорщина) — угорський ботанік, член Угорської академії наук, член академії сільськогосподарських наук НДР (1968-1980).

## Біографія
Народився 8 березня 1916 в Бекешчабі. Батько — Фредерік, юрист, мати — Елізабет, домогосподарка. До 1934 жив в Бекешчабі, після цього переїхав з батьками в Кестхей, де в 1937 закінчив Сільськогосподарську академію. Після закінчення академії залишився працювати в ній аж до 1968, при цьому 3 останні роки обіймав посаду ректора академії. Був також академіком-секретарем Відділення аграрних наук Угорської академії наук.

## Друга світова війна
У 1942 під час Другої світової війни Ланг пішов добровольцем на фронт, де воював до 1943, після чого дослужився до резервіста. З 1944 до 1945 знову був зарахований на службу в армію.

## Смерть
Помер 18 лютого 1980 в Будапешті.

## Наукові роботи
Основні наукові роботи присвячені рослинництву і агрохімії.